# Claysburg
Claysburg és una població dels Estats Units a l'estat de Pennsilvània. Segons el cens del 2000 tenia 1.503 habitants.

## Demografia
Segons el cens del 2000, Claysburg tenia 1.503 habitants, 616 habitatges, i 442 famílies. La densitat de població era de 226,7 habitants per quilòmetre quadrat.
Dels 616 habitatges en un 35,1% hi vivien nens de menys de 18 anys, en un 46,9% hi vivien parelles casades, en un 20,1% dones solteres, i en un 28,2% no eren unitats familiars. En el 25,6% dels habitatges hi vivien persones soles el 13,5% de les quals corresponia a persones de 65 anys o més que vivien soles. El nombre mitjà de persones vivint en cada habitatge era de 2,41 i el nombre mitjà de persones que vivien en cada família era de 2,83.
Per edats la població es repartia de la següent manera: un 26,3% tenia menys de 18 anys, un 8,8% entre 18 i 24, un 27,2% entre 25 i 44, un 20,3% de 45 a 60 i un 17,3% 65 anys o més.
L'edat mediana era de 36 anys. Per cada 100 dones de 18 o més anys hi havia 78,8 homes.
La renda mediana per habitatge era de 27.625 $ i la renda mediana per família de 29.792 $. Els homes tenien una renda mediana de 28.911 $ mentre que les dones 17.931 $. La renda per capita de la població era de 13.277 $. Entorn del 17% de les famílies i el 16,4% de la població estaven per davall del llindar de pobresa.

## Poblacions més properes
El següent diagrama mostra les poblacions més properes.